# Eristalis angustimarginalis
Eristalis angustimarginalis är en tvåvingeart som beskrevs av Brunetii 1923. Eristalis angustimarginalis ingår i släktet slamflugor, och familjen blomflugor. Inga underarter finns listade i Catalogue of Life.